# Kelvingrove Art Gallery and Museum
El Kelvingrove Art Gallery and Museum és un dels museus més importants d'Escòcia. Situat a Glasgow, al carrer Argyle, a prop del parc Kelvingrove i del riu Kelvin, conté una gran varietat d'obres, des del renaixement fins al surrealisme. És elo museu més visitat al Regne Unit fora de Londres S'hi exposa el famós Crist de Sant Joan de la Creu de Salvador Dalí, pintat el 1951.

## Història
Creat pels arquitectes John William Simpson (1858-1933) i Edmund John Milner Allen (1859-1912), el museu es va inaugurar el 1901 després de l'Exposició Internacional d'Art, Ciència i Indústria del 1888. L'edifici és d'estil barroc espanyol.
Després d'unes àmplies reformes del 2003 al 2006 i un trasllat d'obres de les galeries McLellan, la reobertura del museu té lloc en presència de la reina Elisabet II l'11 de juliol del 2006.

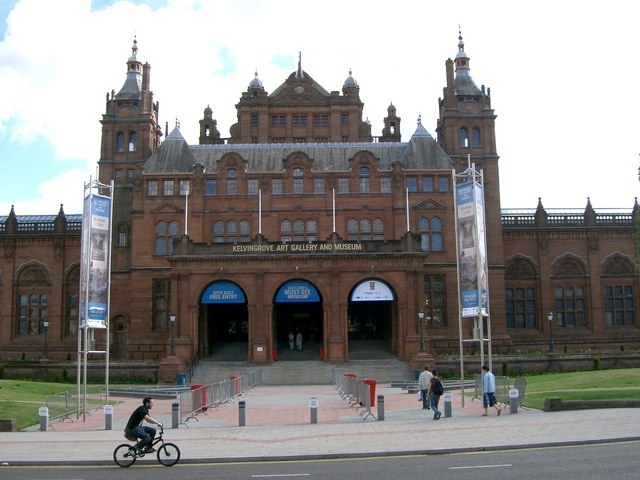
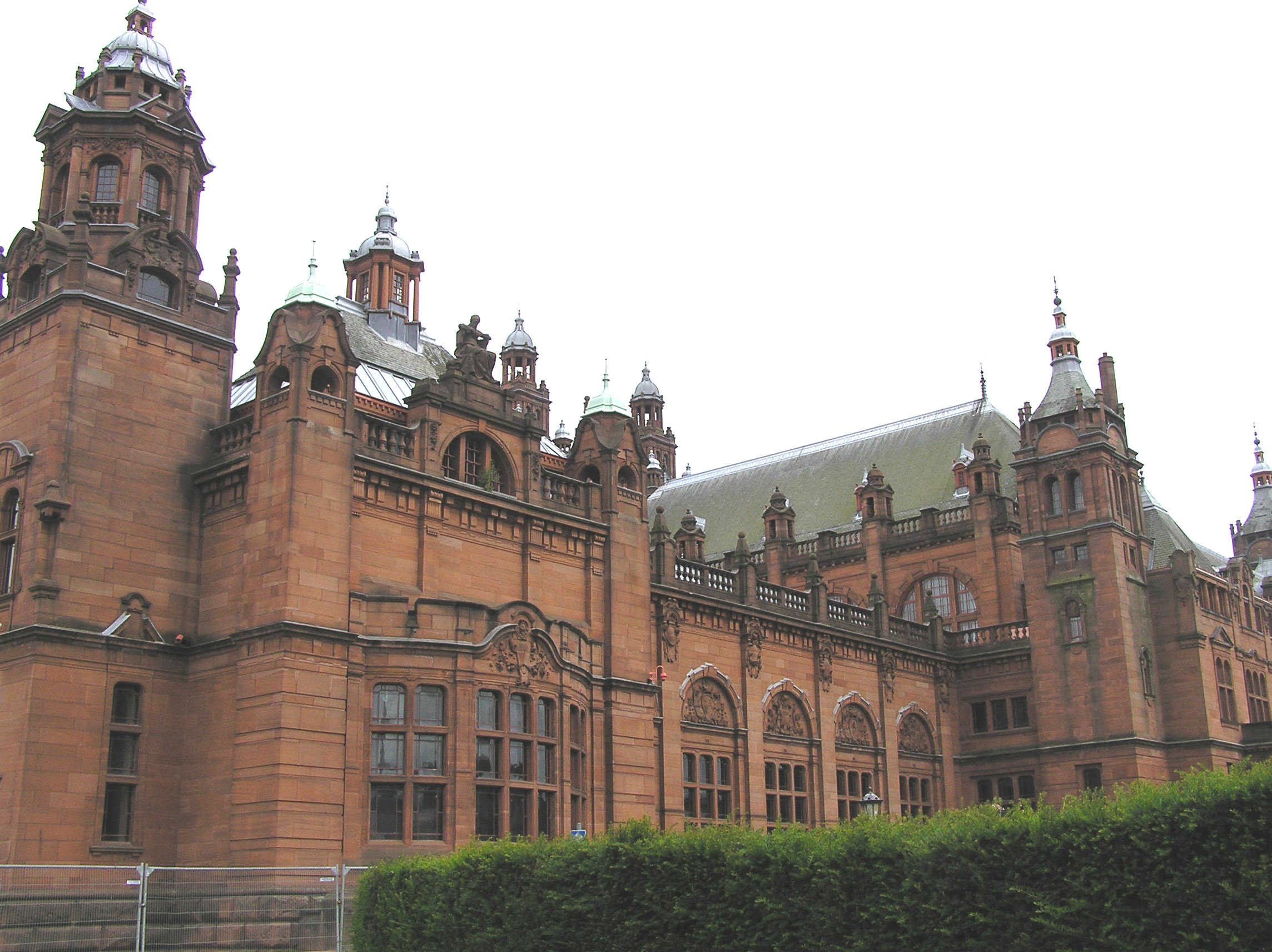
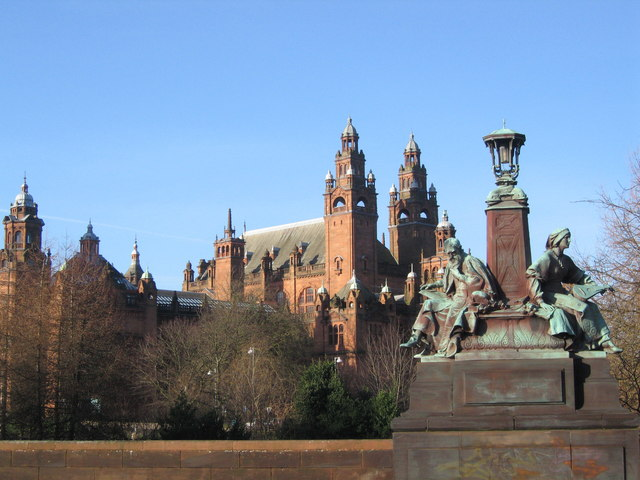
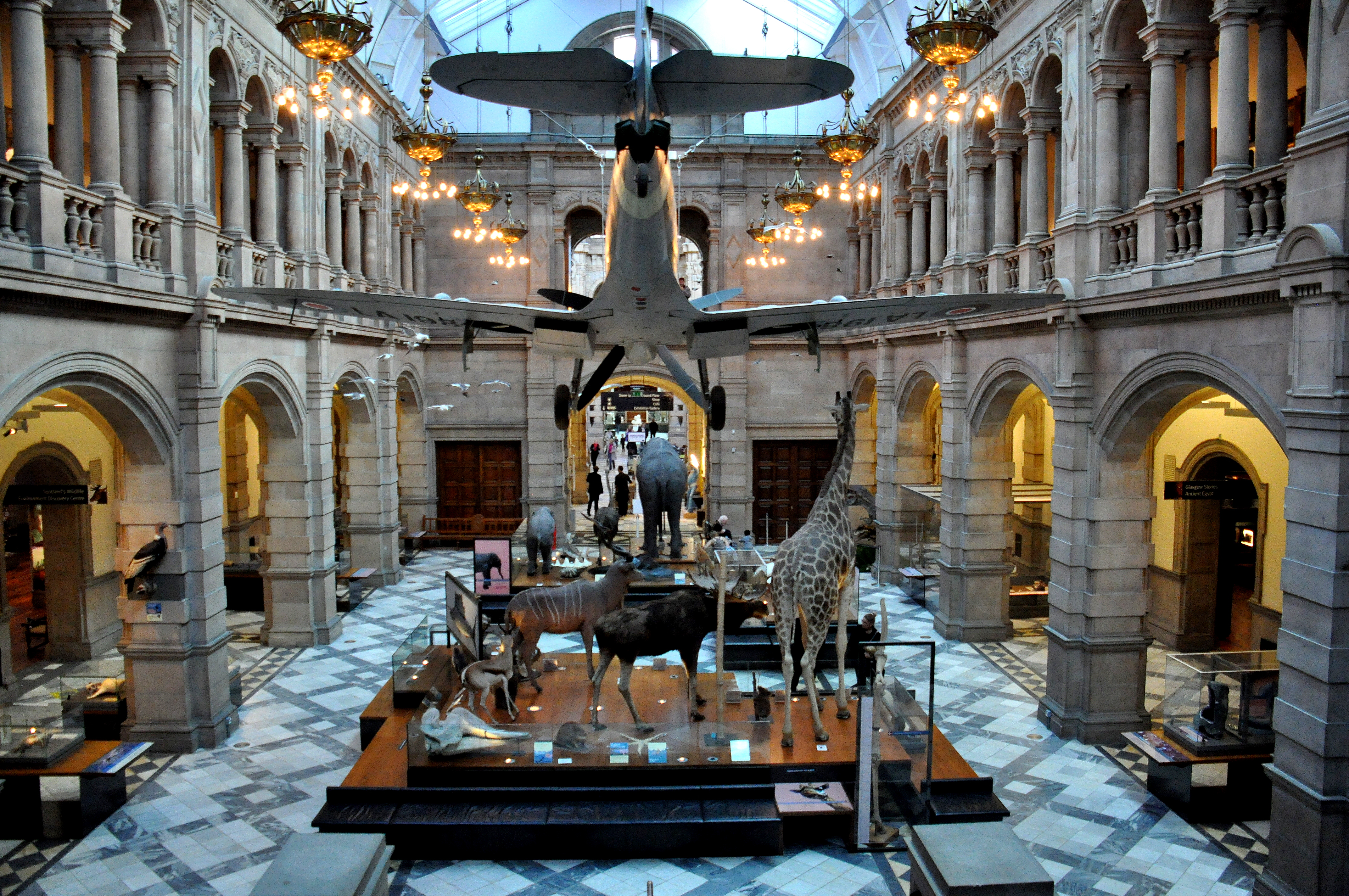
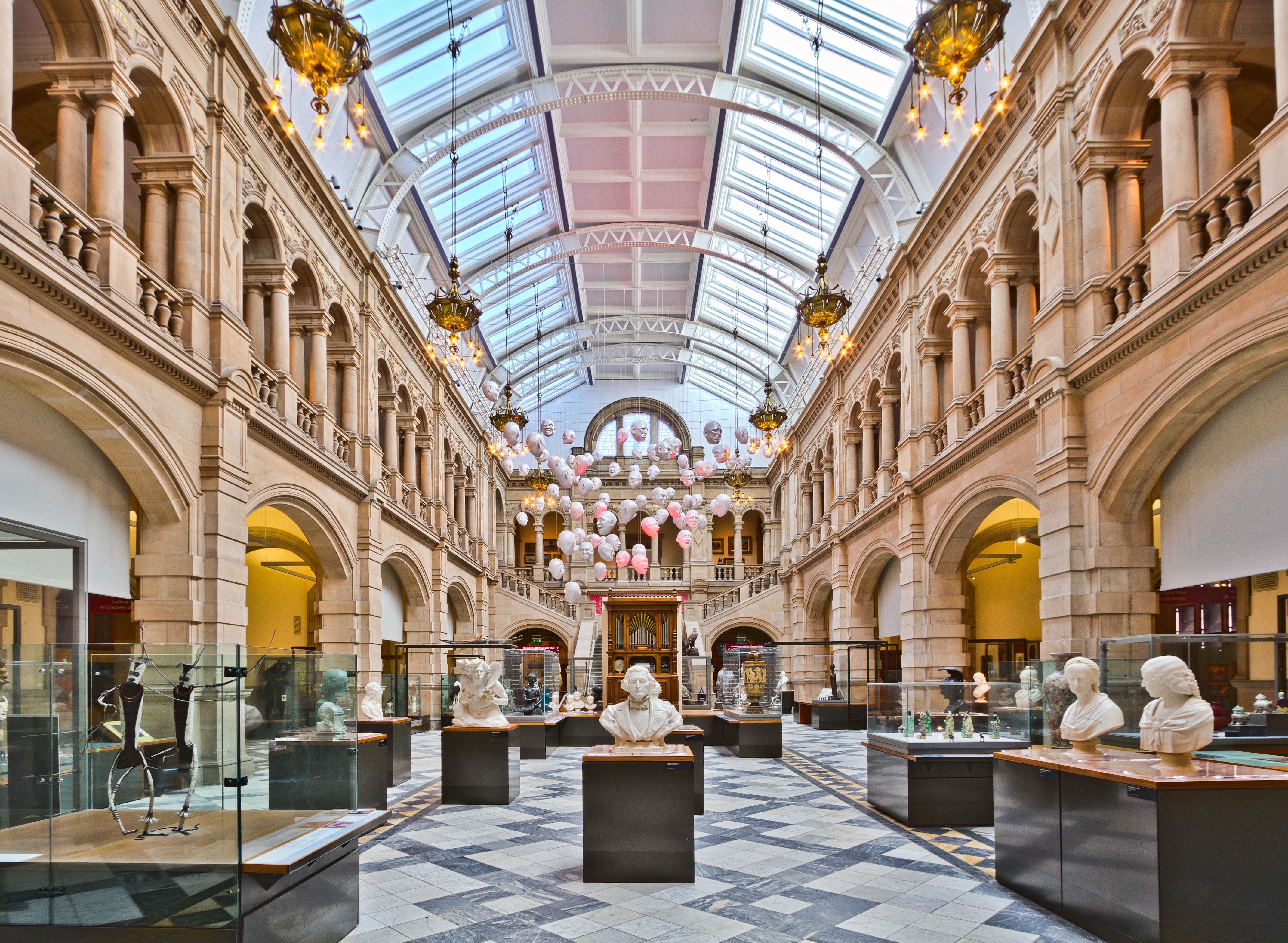
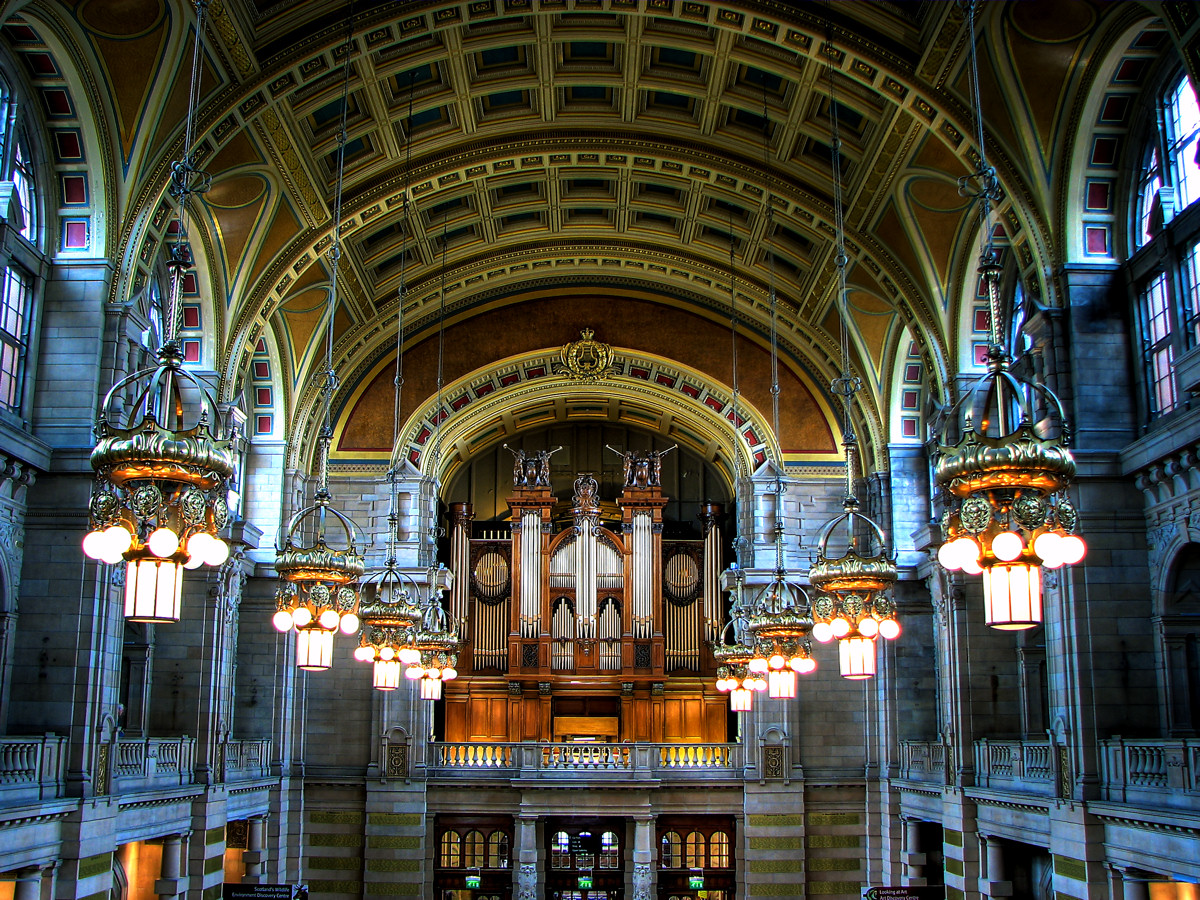

## Col·leccions
- Botticelli: L'anunciació de l'església de San Barnaba a Florència
- Dalí: Crist de Sant Joan de la Creu
- Rembrandt:
  - Home armat
  - La vedella desossada
- Ticià:
  - Les tres edats de l'home
  - Crist i l'adúltera
- George frampton
- Francis Derwent Wood
- Edward Coley Burne-Jones
- Jean-François Millet
- James McNeill Whistler: Disposició en gris i negre n ° 2
- Edouard Manet
- Georges Seurat
- Paul Cézanne
- Gustave Courbet
- Gérard de Lairesse
- Caroline de Valory: la miniatura

## Galeria

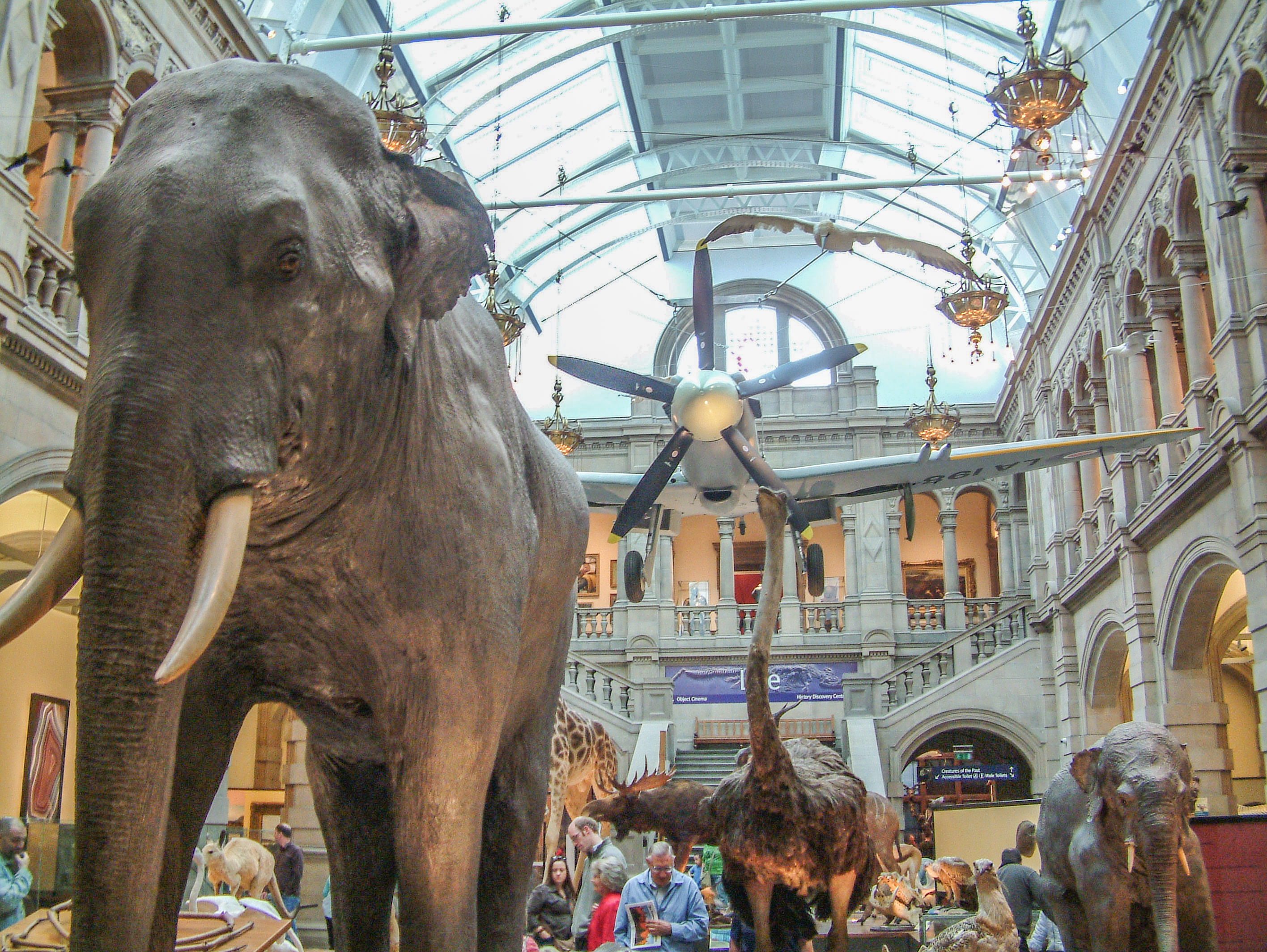
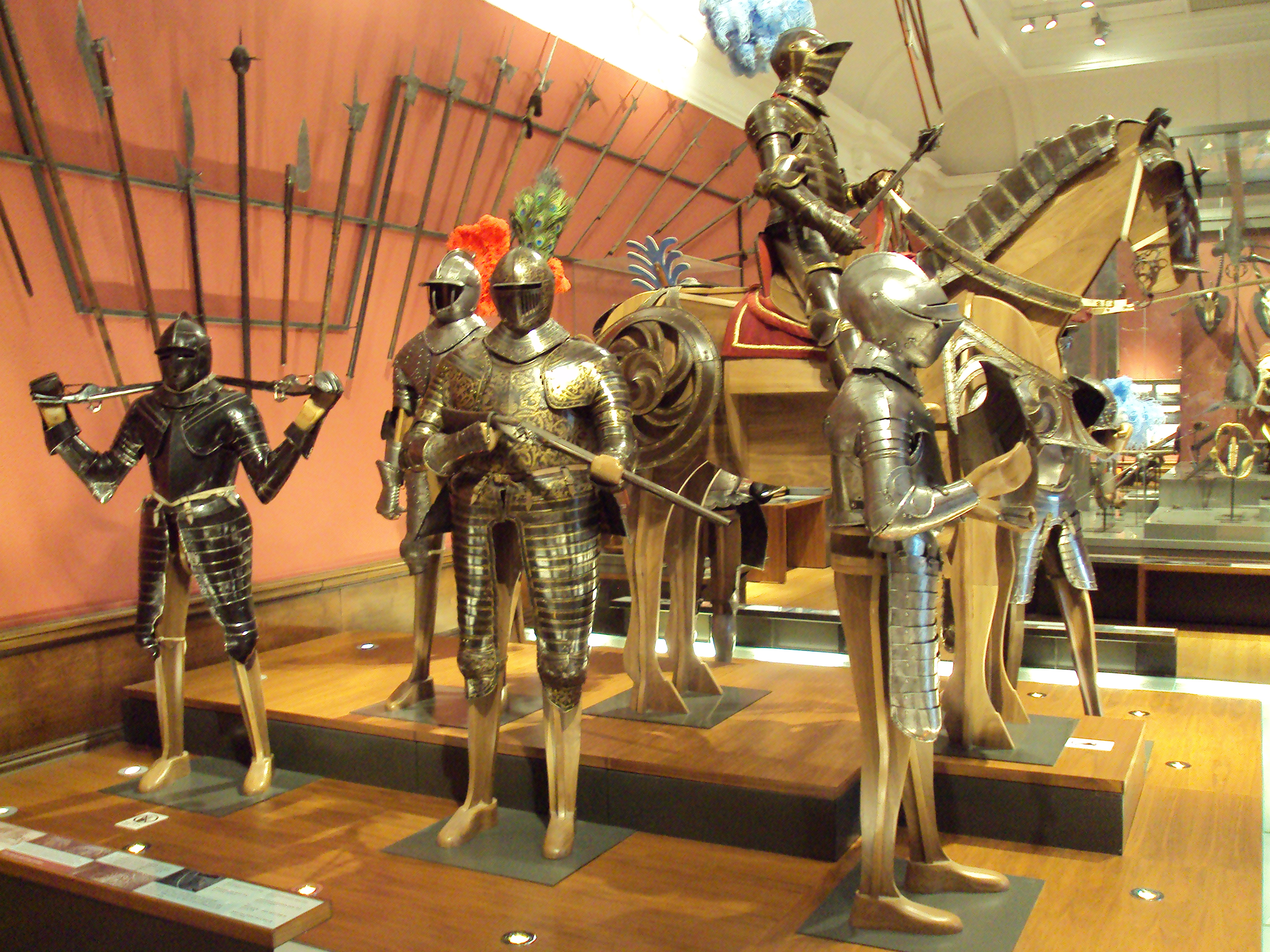
Armadura del Comte de Pembroke
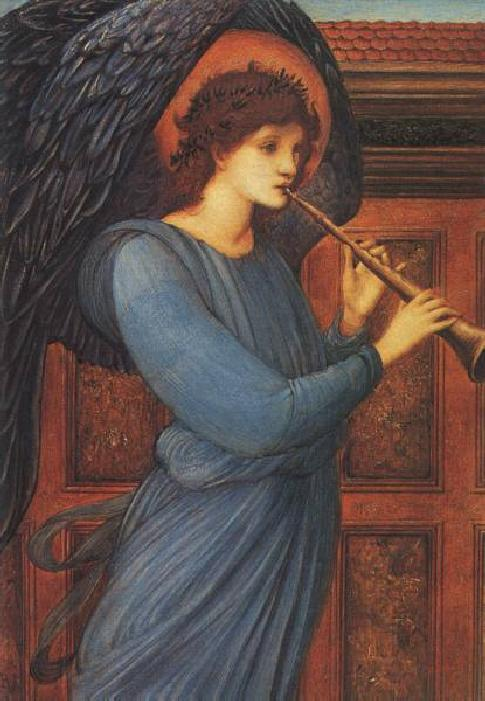
Edward Burne-Jones - The Angel (1881)
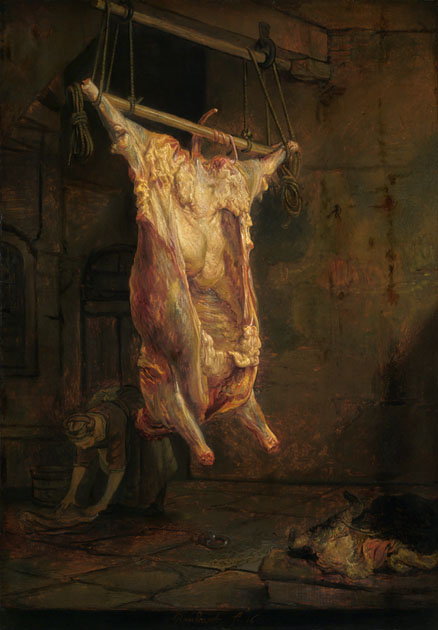
Escola de Rembrandt, a qui anteriorment es va atribuir la pintura -  The Ox Flayed Le bœuf écorché (1643)
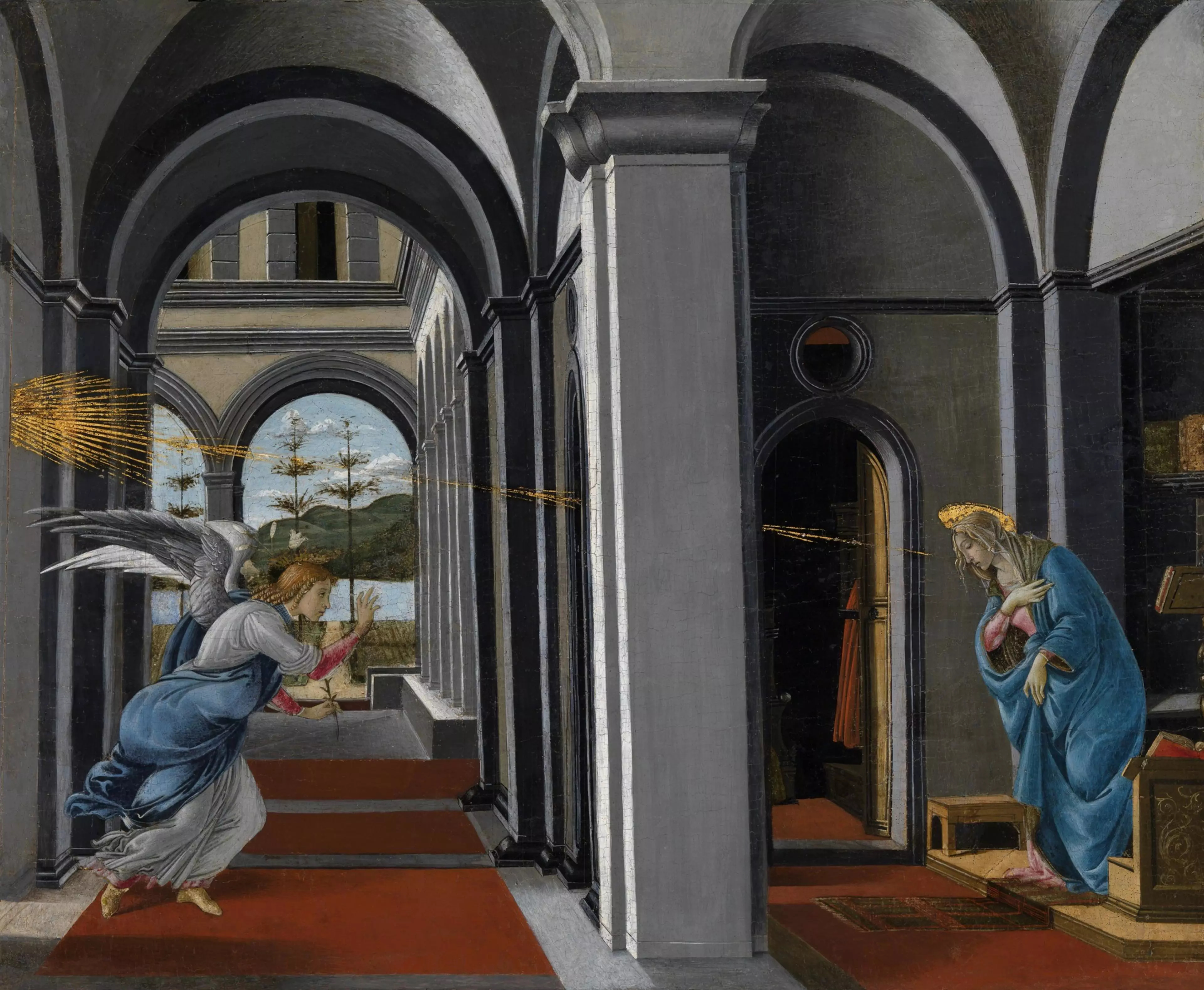
Annonciation, de Botticelli
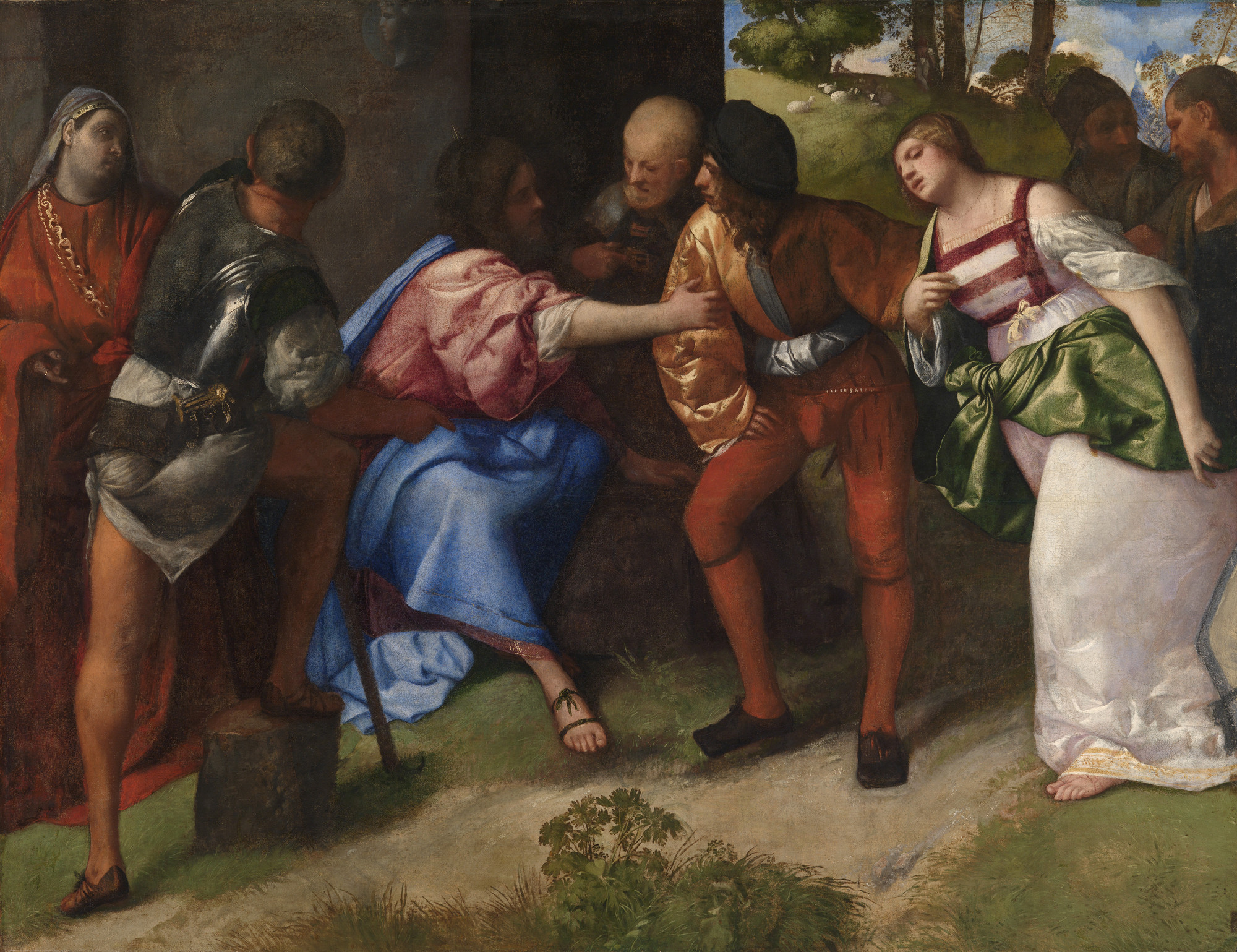
Crist i la dona adúltera, Titien
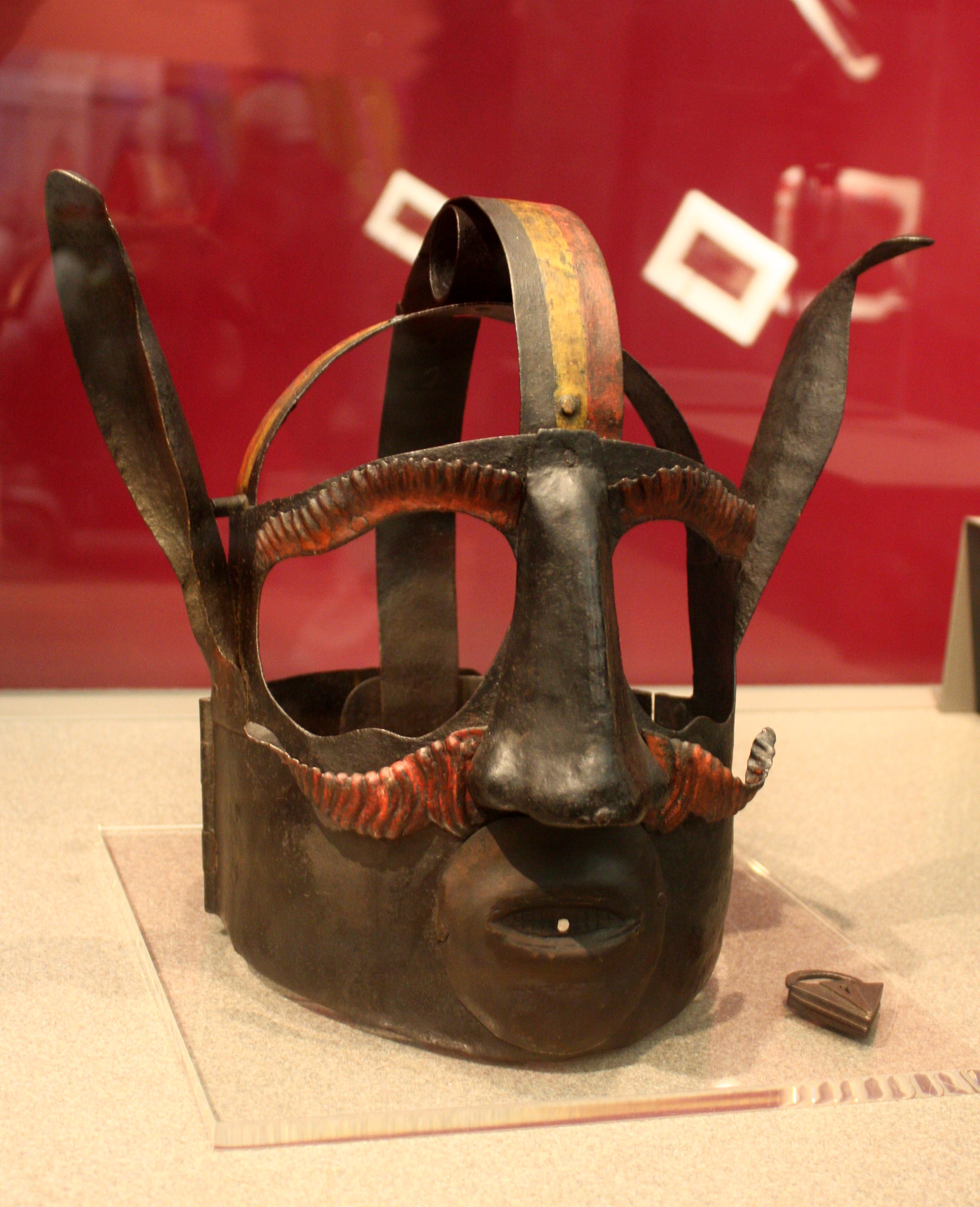
Brida metàl·lica
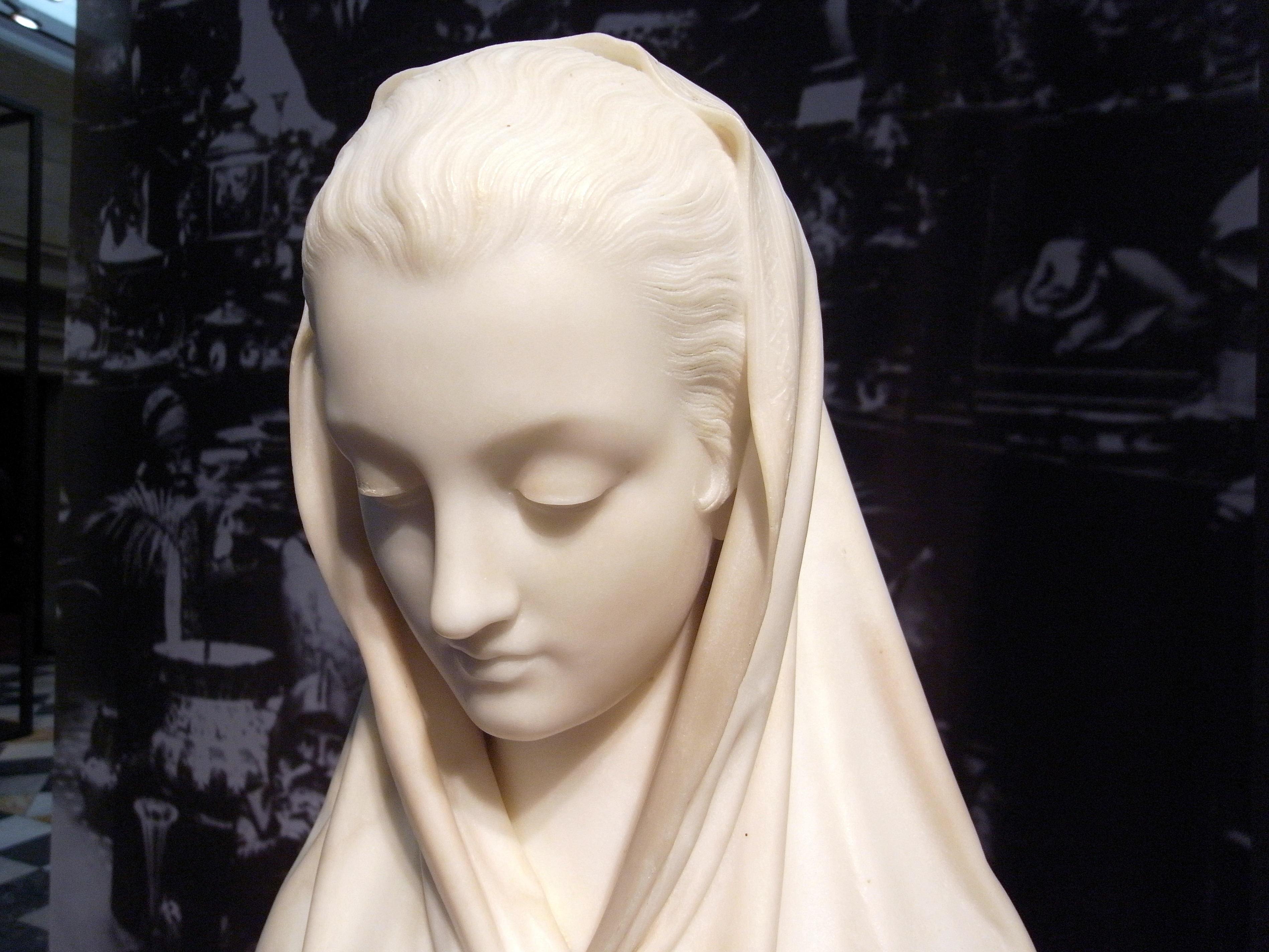
Escultura Modesty (segle XIX)
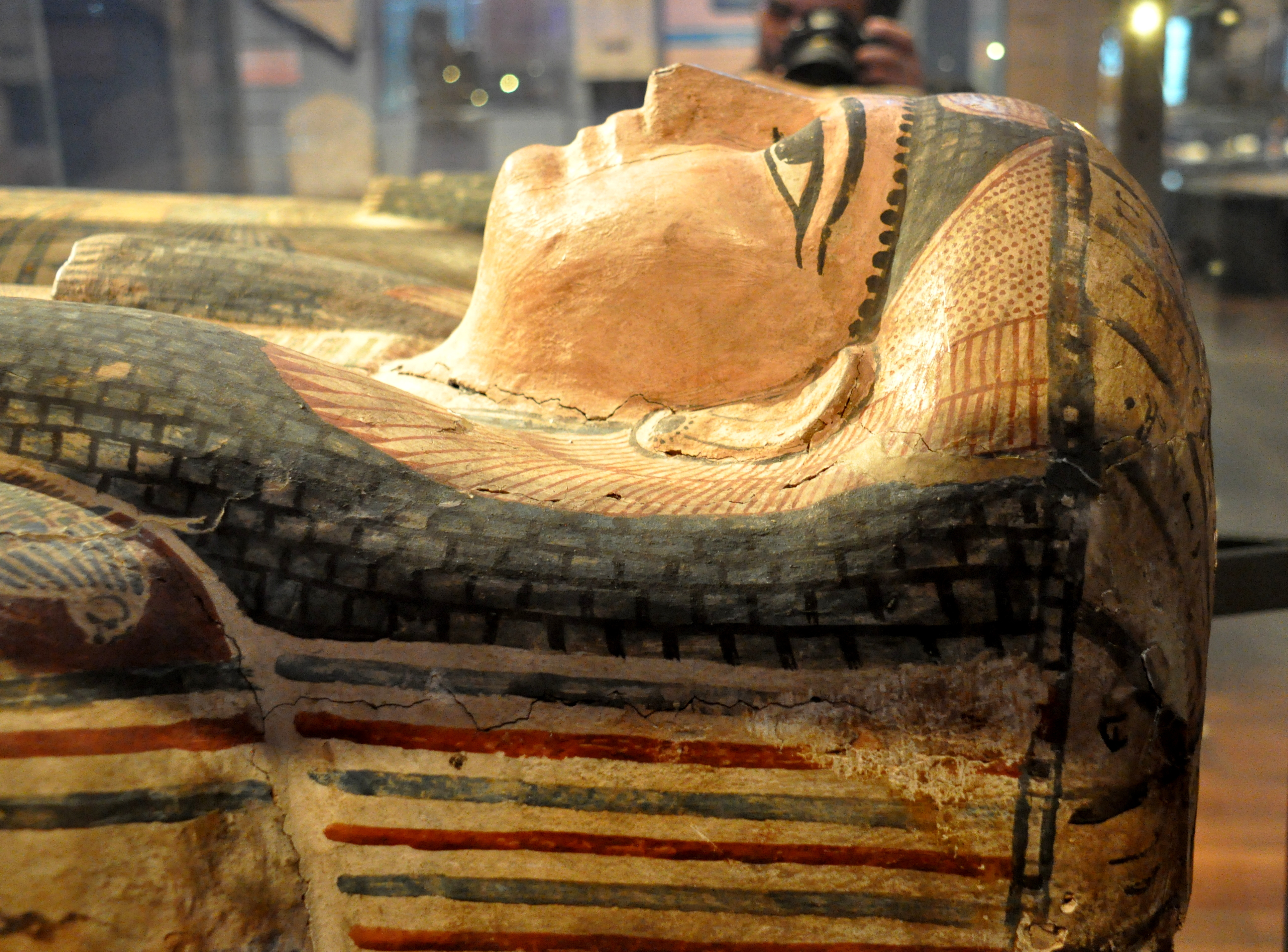
Tomba egipcia
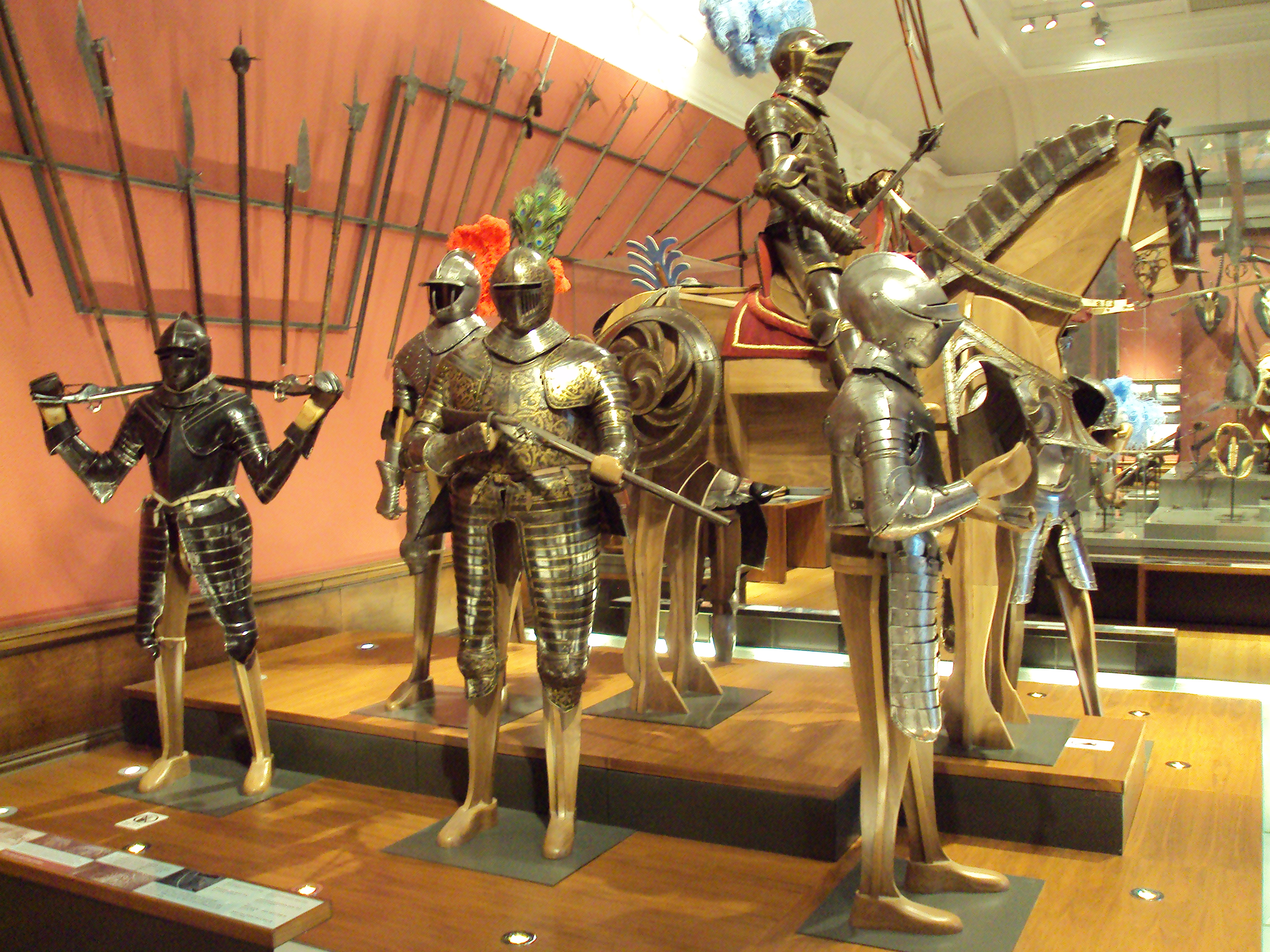
Armadures
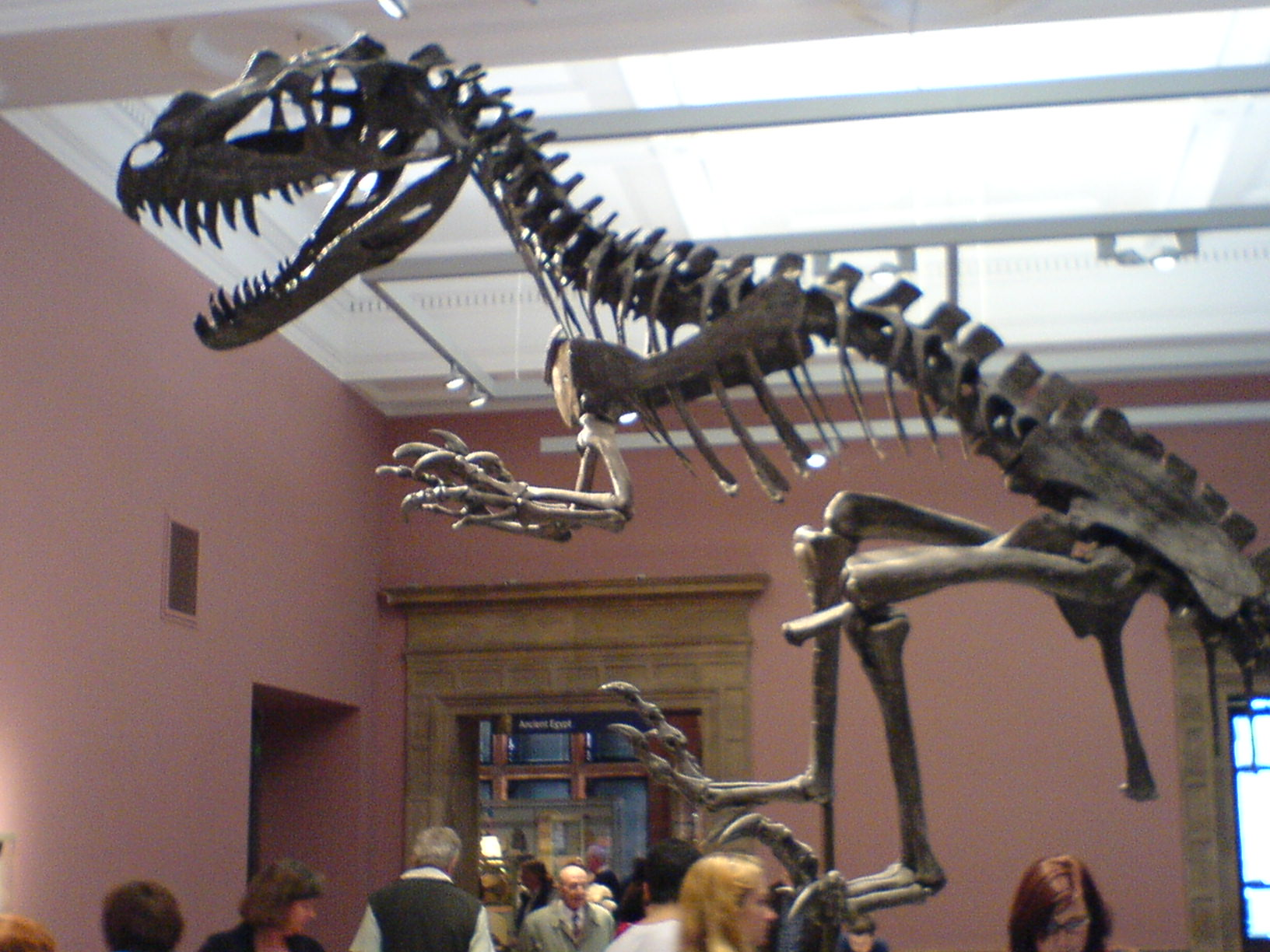
Cératosaurus